# Moulin de Cabouci
Le moulin de Cabouci — dit également moulin du Cassot — est un ancien moulin à vent situé sur la commune d'Arvert.

## Histoire
Le vieux moulin tourna sans relâche, profitant du vent favorable de la plaine d'Arvert pour broyer le froment et la farine sous ses grosses meules. Un jour, il s’arrêta et se réveilla des années plus tard en 1940 lors de l'occupation, où, des soldats allemands édifièrent une plate forme en ciment pour y placer une mitrailleuse jusqu’à la chute de la poche de Royan, cinq ans plus tard.   
Le 22 avril 1945, le général de Gaulle passe en revue les troupes victorieuses dans la plaine d'Arvert, en contrebas du moulin.

## Localisation
Le moulin se trouve sur la commune d'Arvert, tout en haut d'une colline qui domine la plaine d'Arvert en direction des Mathes.